# Goryphus ochropus
Goryphus ochropus là một loài tò vò trong họ Ichneumonidae.